# سجاد افغانی
محمد سجاد خان یا سجاد افغانی (به انگلیسی: Muhammad Sajjad Khan، Sajjad Afghani) یک مبارز پاکستانی و فرمانده کل حرکات الانصار بود. وی به دلیل شرکت در جنگ شوروی و افغانستان به سجاد افغانی شهرت داشت.

## اوایل زندگی
او در روستای بایباخ، راوالاکوت، در ناحیه پونچ کشمیر پاکستان به دنیا آمد.

## جنگ افغانستان شوروی
سجاد افغانی در دهه ۱۹۸۰ تحت عنوان حرکت المجاهدین به ستیزه‌جویان پیوست. او به خوبی آموزش دیده بود و همچنان درگیر جنگ شوروی و افغانستان بود. او تا سال ۱۹۸۹ در افغانستان ماند

## فرمانده کل قوا
در سال ۱۹۹۱ او فرمانده کل حرکات الانصار در سرینگر شد. در ژوئن ۱۹۹۴ او به همراه مولانا مسعود ازهر توسط ارتش هند دستگیر شد. او توسط ستاد فرماندهی سپاه ۱۵ در جامو بازداشت شد. سپهبد آرجون ری، در آن زمان، سرتیپ ستاد (BGS)، افغانی را، یک ستیزه‌جوی ضعیف اما آشکارا سرسخت که با روس‌ها جنگیده بود، به عنوان «بزرگ‌ترین شکار» با توجه به اهمیت او در محافل شبه نظامی توصیف کرد.

## مرگ
به گفته منابع هندی، سجاد افغانی در سال ۱۹۹۹ در جریان فرار ناموفق از زندان از زندان کوت بهالوال با امنیت بالا کشته شد. او در قبرستان جامو به خاک سپرده شده‌است. مرگ او منجر به ربودن پرواز ۸۱۴ خطوط هوایی هند توسط هارکات در ماه دسامبر شد که منجر به آزادی مولانا مسعود ازهر، احمد عمر سعید شیخ (هر دو عضو حرکات) و مشتاق احمد زرگر توسط دولت هند شد. جسد او نیز یکی از خواسته‌های اولیه هواپیماربایان بود.